# Ораниенбаум (яхта)
«Ораниенба́ум» — яхта Балтийского флота Российской империи, построенная на Галерной верфи Санкт-Петербурга.
В 1740 году яхта проходила испытания и ходила к острову Гогланд в Финском заливе. В следующем 1741 году стояла на Неве и выходила в Шлиссельбург встречать посланника Турции. В 1755 и 1756 годах осуществляла рейсы между Кронштадтом и Петергофом. В 1771 году яхта была разобрана.

## Командиры
Яхта «Ораниенбаум» в разное время ходила под командованием следующих капитанов:
1. 1740 — В. Катнес
2. 1755 — унтер-лейтенант С. В. Жемчужников
3. 1765 — князь Ф. Шаховской